# Артемис Фаул
„Артемис Фаул” је серијал књига коју је написао ирски писац Оин Колфер (Eoin Colfer). Главни лик је млади зли геније Артемис Фаул II, уз још десетине других ликова.
Серија је писана полу-озбиљним језиком измешаним са мрачним сценама, слично многим популарним дечјим ауторима, као што су Џ. К. Роулинг (Хари Потер) или Роалд Дал (Вештице).
Ипак, ове књиге одударају од 'традиционалних' дечјих књига, јер недостаје свеприсутан добар лик, те је стога морални приступ нешто другачији. Артемис, главни лик, је окрутан, крајње паметан млади криминалац чији је главни циљ новац, али се и он временом мења.

## Главни ликови
Људи (или Прашинари како нас вилин-Народ зове):
- Артемис Фаул II, централни лик, који одговара типу антихероја[2]
- Артемис Фаул I, његов отац
- Анџелина Фаул, његова мајка
- Домовој Батлер, његов телохранитељ
- Џулијет Батлер, Батлерова сестра
- Џон Спиро, амерички бизнисмен и криминалац

Виле (или Народ како сами себе називају):
- капетан Холи Шорт, први женски официр ЛЕПрикона
- Ждребац, кентаур, ЛЕП-ов технолошки геније
- командир Џулијус Рут, шеф ЛЕПрикона
- командир Куџон, ЛЕПрикон
- Малч Дигамс, патуљак клептоманијак

## Књиге у серијалу
- Артемис Фаул (2002 – српско издање: 2002)[4]
- Артемис Фаул: Операција Арктик (2003 – српско издање: 2003)[5]
- Артемис Фаул: Шифра Вечности (2003 – српско издање: 2004)[6]
- Артемис Фаул: Опална превара (2005 – српско издање: 2007)[7]
- Артемис Фаул: Изгубљена колонија (2006 – српско издање: 2009)[8]
- Артемис Фаул и време парадокса (2008 – српско издање: 2010)[9]
- Artemis Fowl: The Atlantis Complex (2010)
- Artemis Fowl: The Last Guardian (2012)